# Quintanilla de la Berzosa
Quintanilla de la Berzosa ist ein spanischer Ort in der Provinz Palencia der Autonomen Gemeinschaft Kastilien und León. Der Ort, der wegen des Baus des Stausses von Aguilar de Campoo aufgegeben wurde, gehört zur Gemeinde Aguilar de Campoo.

## Sehenswürdigkeiten
- Romanische Kirche San Martín, die im 15./16. Jahrhundert verändert wurde. Die Kirche ist seit 1993 als Bien de Interés Cultural (Baudenkmal) klassifiziert.
- Necrópolis de San Martín, mittelalterlicher Friedhof mit in den Fels gehauenen Gräbern.